# Болезнь Фарбера
Болезнь Фарбера (синдром Фарбера, также липогрануломатоз Фарбера, дефицит керамидазы, фиброцитный дисмукополисахаридоз и липогрануломатоз:545) — очень редкое заболевание с аутосомно-рецессивным типом наследования из группы лизосомных болезней накопления. Дефицит фермента лизосом церамидазы, расщепляющей жиры, способствует накоплению внутри клеток церамида. В случае болезни Фарбера в результате мутации изменён ген кодирующий церамидазу, что ведёт к нарушению метаболизма липидов и накаплению церамида внутри клеток в различных органах и тканях организма. Клинически признаки этого расстройства проявляется патологией суставов, печени, горла, центральной нервной системы и так далее.

## Эпоним
Болезнь названа в честь американского онколога, патолога и педиатра Сидни Фарбера, который впервые описал её в 1952 году.

## Наследование
Болезнь связана с нарушением деятельности гена ASAH1.

## Клиническая картина
Болезнь проявляется обычно в раннем детстве. Изредка встречается и в более позднем. У детей с классической формой болезни Фарбера симптомы появляются уже в первые недели жизни — возникают проблемы с глотанием, умеренно нарушены умственные способности. Могут быть поражены печень, сердце и почки. Другие симптомы — рвота, артрит, увеличение лимфатических узлов и отёчность суставов, развитие контрактуры (в результате спазма мышц и сухожилий вокруг суставов), дисфония и ксантомы, накапливаемые на суставах, когда болезнь прогрессирует. В случае расстройства внешнего дыхания пациентам показана интубация трахеи.

## Лечение
Надёжных методов лечения болезни Фарбера нет. Можно прописать кортикостероиды в качестве болеутоляющего. Благодаря пересадке костного мозга рассасываются гранулёмы (мелкие узелки воспалённой ткани) у пациентов, имеющих минимальные нарушения функции лёгких и нервной системы. У пациентов старшего возраста возможно хирургическое удаление гранулём.

## Прогноз
Большинство детей с болезнью Фарбера умирает в возрасте двух лет, преимущественно от лёгочных недугов. Одну из самых тяжёлых форм болезни, когда увеличена печень и селезёнка (гепатоспленомегалия), можно диагностировать вскоре после рождения. Такие дети умирают в среднем за полгода.